# هنشير القصيبة
هنشير القصيبة(بالإنجليزية: Civitas Popthensis)‏،
، هي مدينة رومانية قديمة تقع في بلدية أولاد مؤمن في ولاية سوق أهراس في الجزائر.

## تاريخ
«هنشيِر القصيبة» كان يعرف قديما ب (Civitas Popthensis)، هي مدينة نوميدية قديمة تقع في بلدية أولاد مومن بولاية سوق أهراس أو طاغاست قديما.
وتاريخ الموقع يعود إلى الحقبة النوميدية الآثار الموجودة على الموقع تشهد بذلك التنوع الثقافي في تلك المدينة الاثارية، كما انها تبين أيضا مدى تأثرها بالثقافة القرطاجية ثم الرومانية من بعد، كما وجد أيضا في الموقع بعض الكتابات باللغات الثلاث القديمة: اللاتينية والليبية والقرطاجية، الكتابات الموجودة على الجدران أو الصخور تثبت أيضا وجود ما يسمى عبادة (الإله بعل) أو زحل أو المريخ في الحقبة الرومانية، هذه المدينة كانت قديما موطن مهم للزراعة وأشجار الزيتون حيث وجدت اثار لمعاصر الزيتون في المدينة وخارجها كما عرفت أيضا بتربية الحيوانات.
عرفت المدينة بتبادلها التجاري بين سكان المدينة وسكّان المناطق الجبلية المحاذية، كما كانت تسهل هذا النوع من التجارة، عرفت هذه المدينة أوج ازدهارها في القرن الثالث ميلادي، من خلال مساحة الاثار الموجودة وبروز ذلك الجسر أو بقايا الجسر الموجودة يمكن تقدير عدد السكان حسب رواية (Julien Guey) أن العدد كان بين (10000/12000 نسمة).
تاريخ المدينة لم يتم كشفه كاملا حيث ان نسبة 80 % من موروث المدينة لا يزال تحت الأرض لذا يجب العمل بجدية على هذا الموقع للكشف عن ما يخفيه الكم الهائل من البقايا تحت الأرض.
هذا "الهنشير” أو المنطقة هي تابعة حاليا لشخص الذي اشتراه (سنة 1902)، ثم تم تشييد برج هناك (سنة 1905).
كلمة (Civitas) تعني باللاتينية (citoyen) مواطن والتي تعني (مدينة حضارية) مستقلة سياسيا ولها اقليم يتربع على مركز عمراني.
الاسم الحقيقي للمدينة يبقى غير معروف حتى (سنة 1917)
حيث وجدو حفريات تعود إلى حقبة تمجيد الاله زحل والتي من خلالها اثبتو التسمية (Cevitas Popthensis).
الاثار والحفريات التي تمت (سنة 1930م) سمحت بإطلاق كتابة التاريخ الديني للمنطقة حيث وجدوا أيضا ساحة مقدسة تحتوي على 47 مسلة مخصصة لعبادة الاله زحل. الأبحاث التي قام بها (Julien Guey) في منطقة الحمامات هناك (سنة 1936) سمحت أيضا بالكشف عن كتابات لاتينية كثيرة.

## حمامات المنطقة
كانت متواجدة على رقعة واسعة تحتوي أيضا على مراحيض في حالة جيدة، في (سنة 1930) تم اكتشاف كتابة على ضريح الكاتب (Rogatianus) والتي كشفت عن مكان مقبرة كبيرة هناك.